# Everhardus Godée-Molsbergen
 (janvier 2024).
Everhardus Cornelis Godée-Molsbergen, né à Utrecht le 18 septembre 1875 et mort à La Haye le 8 mars 1940, est un historien néerlandais.
Dans le domaine scientifique, Godée publie sur la Compagnie néerlandaise des Indes orientales, sur les relations entre les Pays-Bas, l'Afrique du Sud et les Indes orientales. Il était également attaché aux liens culturels entre les Pays-Bas, la Flandre et l'Afrique du Sud.
Pendant la Première Guerre mondiale, il participe au mouvement activiste en Belgique et siège au Conseil des Flandres.

## Biographie
En 1902, il obtient son doctorat en littérature et histoire néerlandaises à l'université de Leyde, où il est fortement influencé par Petrus Johannes Blok. Sa thèse de doctorat étudie les relations entre la France et la république des Provinces-unies entre 1648 et 1662. De 1904 à 1910, il enseigne l'histoire à l'université de Stellenbosch, en Afrique du Sud. Il publie de nombreux ouvrages sur l'histoire de la colonie du Cap, et de son fondateur Jan van Riebeeck.
De retour aux Pays-Bas, il devient professeur à la Hogere Burgerschool de Zaandam et maître de conférences en histoire coloniale et sud-africaine à l'université d'Amsterdam (1911-1913). Il devient ensuite maître de conférences en histoire coloniale à l'université de Leyde (1913-1916).
En 1916, il est nommé professeur d'histoire coloniale à l'université néerlandophone de Gand. Il s'absorbe complètement dans l'activisme flamand et rejoint le mouvement des Jong-Vlaanderen (Jeunes Flamands), aux côtés du Néerlandais Johan Labberton. Il sert d'intermédiaire dans le règlement des conflits entre Jan Domela Nieuwenhuis Nyegaard et les membres des Jong-Vlaanderen. Il devient président du département gantois des Jong-Vlaanderen et fait partie des proches de Jan Baptist Wannyn. Au nom des Jong-Vlaanderen, il devient membre du Conseil de Flandre.
En novembre 1918, il se réfugie aux Pays-Bas et est condamné par contumace à quinze ans de prison en Belgique. Il part pour les Indes néerlandaises en 1919 où il travaille aux Archives nationales de Batavia de 1922 à 1936. Il rentre alors aux Pays-Bas où il meurt en 1940.

## Distinctions
- médaille d'or de l'Algemeen-Nederlands Verbond
- docteur honoris causa de l'université du Cap
- membre honoraire de la fondation Noord-Nederland-Vlaanderen et de la South African Historical Society de l'université de Stellenbosch